# 그로츠카

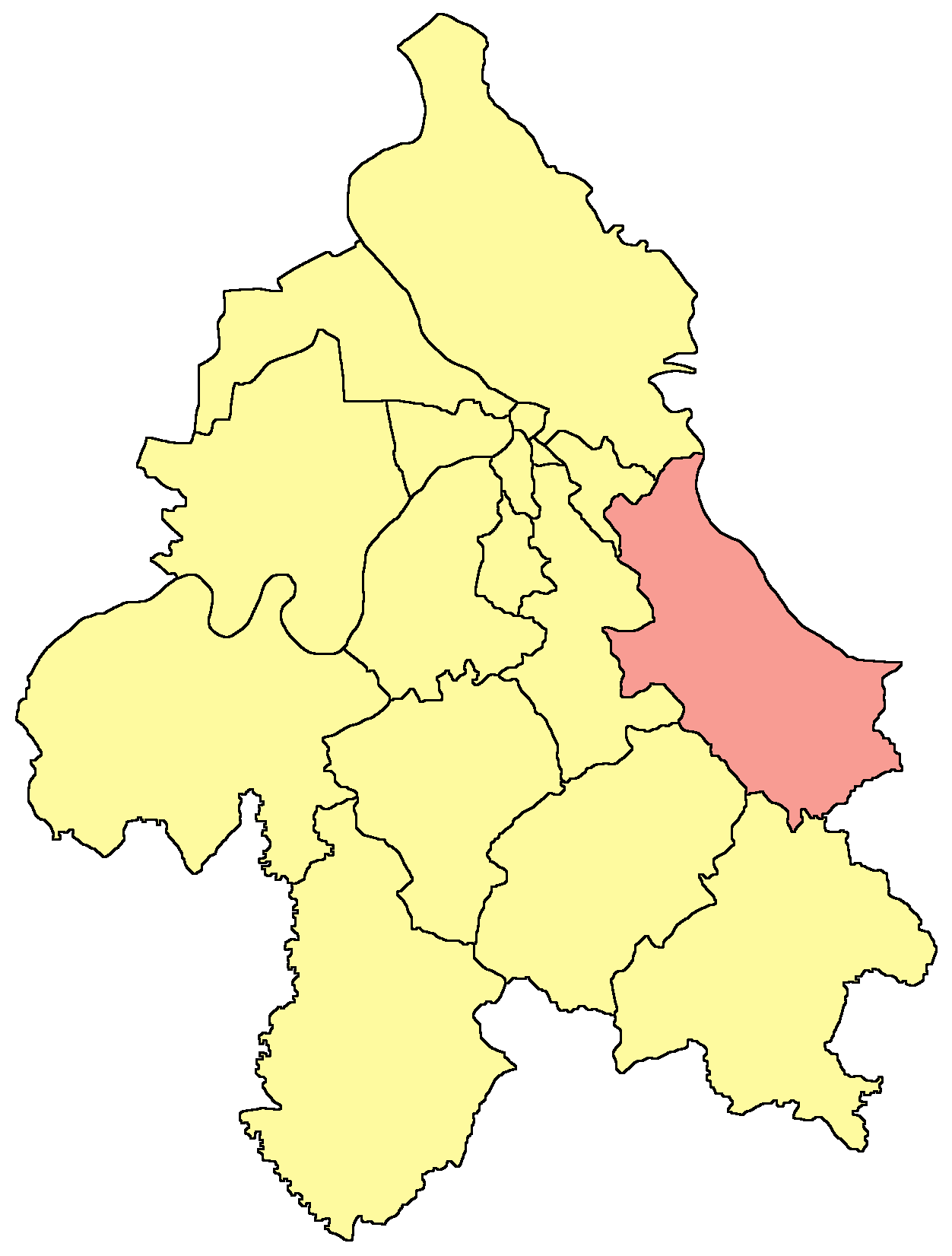
베오그라드 시 지도에 표시된 그로츠카의 위치

그로츠카(세르비아어: Гроцка / Grocka)는 세르비아의 수도인 베오그라드를 구성하는 17개 지방 자치체 가운데 하나로 면적은 289km2, 인구는 83,398명(2011년 기준)이다. 베오그라드 동부에 위치하며 도나우강 우안과 접한다.

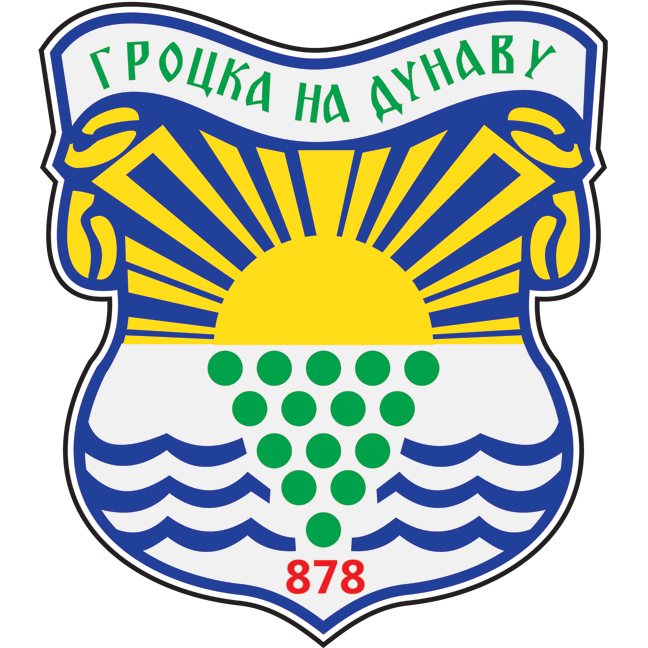
시 문장